# Josephine Hopper

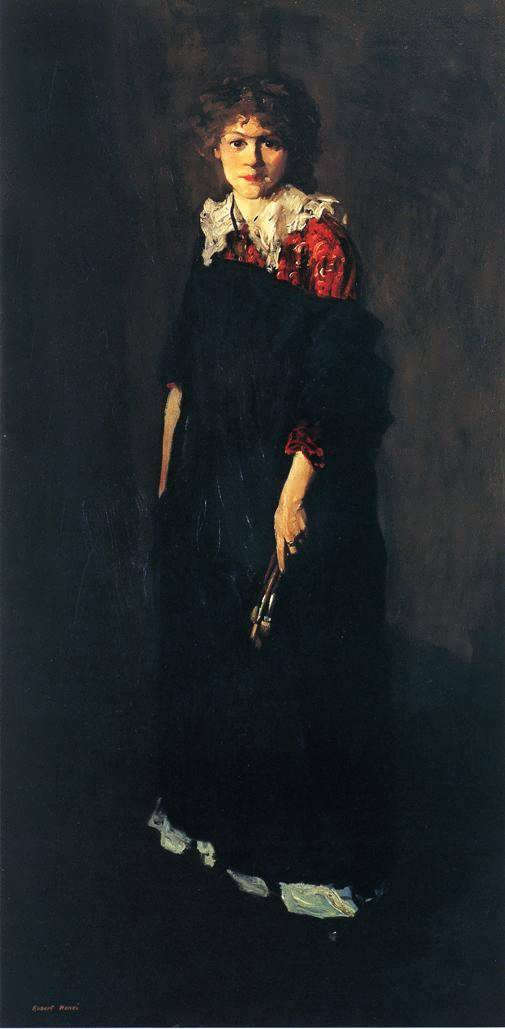
Josephine Nivison (1906) auf einem Gemälde von Robert Henri

Josephine Verstille Nivison „Jo“ Hopper, geborene Nivison (* 18. März 1883 in Manhattan; † 6. März 1968), war eine US-amerikanische Malerin.

## Werdegang
Josephine Hopper war die Tochter des Musiklehrers und Pianisten Eldorado Nivison und seiner Frau Mary Ann Nivison (geb. McGrath). Die Familie hatte drei Kinder, wobei Josephine das mittlere Kind war und ihr älteres Geschwister schon in der Kindheit verstarb. Die Familie zog sehr oft innerhalb von New York City um. Im Jahre 1900 begann Josephine Nivison eine Lehramtsausbildung am späteren Hunter College. 1904 erreichte sie den Abschluss Bachelor of Arts. Danach studierte sie noch zwei Jahre Kunst an der New York School of Art unter anderem bei Robert Henri. Ab Februar 1906 war sie Lehrerin an öffentlichen Schulen der Vereinigten Staaten. Schon an der Kunstschule lernte sie Edward Hopper kennen. 1914 traf sie Hopper nochmal, bei den von ihr regelmäßig besuchten Sommerfrischen von Künstlerkolonien, diesmal in Ogunquit. Ende 1918 meldete sie sich als Freiwillige beim Roten Kreuz für einen Einsatz in Militärkrankenhäusern im Ersten Weltkrieg in Europa. Ihr Einsatz endete Anfang 1919, da sie ernsthaft an einer Bronchitis erkrankte. Nivison interessierte sich auch für Tanz und Theater. Sie spielte mehrere kleinere Rollen bei den Washington Square Players.
1923 traf sie, nun 40 Jahre alt, wieder auf Edward Hopper. Hopper arbeitete zu diesem Zeitpunkt noch als Illustrator in der Werbewirtschaft, während Josephine Nivison bereits auf eine sechzehnjährige erfolgreiche Laufbahn als Künstlerin zurückblicken konnte. Ende 1923 wurden Nivisons Arbeiten bei einer Gruppenausstellung im Brooklyn Museum gemeinsam mit Werken von Georgia O’Keeffe und John Singer Sargent gezeigt. Sie selber schlug vor, dass dort auch einige Werke von Edward Hopper ausgestellt werden sollten. Während keines ihrer Aquarelle Käufer fand, erwarb das Museum Hoppers Bild The Mansard Roof – erst das zweite Bild, das er in seinem Leben verkaufen konnte.  Am 9. Juli 1924 heiratete Josephine Nivison Edward Hopper. Nach der Heirat hatte „Jo“ Hopper zunächst noch ihr eigenes Atelier, stellte aber in den nächsten Jahren, vor allem auf Druck ihres Ehemannes, ihre eigenen künstlerischen Ambitionen immer mehr zurück und wurde stattdessen Edward Hoppers wichtigstes weibliches Modell, auf nahezu allen seinen Bildern.
Nach der Heirat mit Josephine begann Edward Hoppers Aufstieg zu einem der bekanntesten Künstler der Vereinigten Staaten. Mit der Zeit konnte er vom Verkauf seiner Bilder leben. Sie war nicht nur sein Modell, sondern auch seine Sekretärin und Managerin. Das Paar lebte von nun an in einer gemeinsamen Wohnung in New York City. Sommers zog man zur Sommerfrische in die Neuengland-Staaten oder unternahm ausgedehnte Reisen innerhalb des Landes, Mexiko oder Europa.
Gelegentlich war sie weiterhin mit ihren eigenen Arbeiten an Gruppenausstellungen beteiligt, so 1958 mit zehn eigenen Bildern in der Greenwich Gallery in New York.
Jo Hopper verstarb am 6. März 1968, nachdem ihr Mann am 15. Mai 1967 verstorben war.
Ihren Nachlass vermachte sie, zusammen mit dem ihres Mannes, dem Whitney Museum. Lange wurde angenommen, ihr Werk sei großenteils verschollen, da das Museum ihre Bilder vernichtet oder weiterverschenkt habe, im Jahr 2000 wurden allerdings doch 200 Werke von Josephine Hopper im Keller des Whitney Museum wiederentdeckt und seitdem gelegentlich dort oder auch im Museum in Hoppers Geburtshaus wieder ausgestellt.

## Werke (Auswahl)
- Railroad Gates, Gloucester, Wasserfarben, Edward-Hopper-Haus,  1928
- Selbstporträt, Edward-Hopper-Haus[6]